# خربة الشرايع (فلسطين)
خربة الشرايع هي قرية فلسطينية قضاء جنين، يحدها من الشمال مدينة أم الفحم ومستوطنة ميعامي، من الغرب قرية عين السهلة، من الشرق قرية عانين ومن الجنوب قرية أم الريحان، كانت تتبع قبل حرب 1948 لقرية لعانين، وبعد ترسيم الحدود وفق اتفاقية رودوس 1949 أصبحت تتبع لأراضي مدينة أم الفحم.

## تاريخ خربة الشرايع
يعود تأريخ خربة الشرايع، أو «الشرايع» كما يدعونها السكان المحليون إلى عصر الكنعانيين، وهي من المناطق الأثرية في فلسطين، حيث وُجدت في الشرايع العديد من المكتشفات الأثرية التي تعود إلى العصر الكنعاني والبيزنطي والروماني، من تلك المكتشفات آثار لقصر أو قلعة الشرايع. 
نجد على إحدى سفوح جبال الشرايع مقبرة رومانية أثرية منحوتة في الصخر، وعلى كل قبر نجد صخرة تسده يُقدّر وزنها بطن ونصف الطن. 

## الجغرافيا
أحد المعالم الجغرافية للشرايع هو جبل الطحين، وهو نتوء بارز في طبوغرافيا المنطقة يعود أصله لفوهة بركانية غير نشطة في الوقت الحالي. 

## المساحة
تبلغ مساحة أراضي الشرايع 15,000 دونم الممتدة من قرية عانين حتى قرية ام الريحان ثم عين السهلة ثم العريان إلى قرية المعلقة فأم الفحم.

## المغتصبات الصهيونية على أراضي خربة الشرايع
كيبوتس ميعامي المُقام عام 1956

## تهجير الشرايع
مرت خربة الشرايع بعدة سياسات تهجير منها السياسات المباشرة مثل هدم البيوت، وإقامة المستعمرات مثل مستعمرة كيبوتس ميعامي، ومنها سياسات التهجير القسرية البطيئة مثل مصادرة الأراضي المستمرة، والتضييق على سكان وأصحاب الأرض ومنع وصولهم لأراضيهم والانتفاع منها. 